# International Coach Federation
International Coach Federation (ICF) er en international almennyttig organisation stiftet i 1995, som er oprettet med det formål tilbyde og være kilde for tilbud af certificeret coaching (vejledning) for private personer, industri- og forretningsvirksomheder.
Medlemskab er åbent for firmaer/ personer, som tilbyder coaching, under forudsætning af opfyldelse af organisationens etiske standarder og retningslinjer.
ICF har en bestyrelse på 15 medlemmer, som blandt andet kommer fra Australien, Canada, Kina, Sverige, England og USA.

## Ekstern henvisning
- Sammenslutningens hjemmeside Arkiveret 31. december 2007 hos  Wayback Machine

| Forening eller organisation | Spire Denne artikel om en forening eller organisation er en spire som bør udbygges. Du er velkommen til at hjælpe Wikipedia ved at udvide den. |